# Barrage de Notre-Dame-de-Commiers
Le barrage de Notre-Dame-de-Commiers est un barrage-poids de France situé sur le cours du Drac, en Isère, au sud de Grenoble. Dernier des grands barrages en travers du lit de ce cours d'eau, il forme la retenue du lac de Notre-Dame-de-Commiers.
Le barrage renferme une unité de production de 2 MW

## Histoire
Il est commencé en 1960 pour être achevé en 1964.

## Caractéristiques
Le barrage
- Barrage poids en remblai

- Mise en eau : 1964

- Hauteur : 41 m

- Longueur du couronnement (crête) : 350 m

- Épaisseur maximale (à la base) : 230 m

- Épaisseur en crête : 10 m

La retenue
- Altitude : 365 m

- Volume : 34 hm3

- Surface : 165 ha

- Longueur : 4,8 km.